# Bourcefranc-le-Chapus
Bourcefranc-le-Chapus és un municipi francès situat al departament del Charente Marítim i a la regió de la Nova Aquitània. L'any 2007 tenia 3.311 habitants.

## Demografia

### Població
El 2007 la població de fet de Bourcefranc-le-Chapus era de 3.311 persones. Hi havia 1.522 famílies de les quals 518 eren unipersonals (233 homes vivint sols i 285 dones vivint soles), 581 parelles sense fills, 320 parelles amb fills i 103 famílies monoparentals amb fills.
La població ha evolucionat segons el següent gràfic:
Habitants censats

### Habitatges
El 2007 hi havia 1.962 habitatges, 1.548 eren l'habitatge principal de la família, 291 eren segones residències i 123 estaven desocupats. 1.767 eren cases i 185 eren apartaments. Dels 1.548 habitatges principals, 1.096 estaven ocupats pels seus propietaris, 419 estaven llogats i ocupats pels llogaters i 34 estaven cedits a títol gratuït; 44 tenien una cambra, 121 en tenien dues, 339 en tenien tres, 542 en tenien quatre i 502 en tenien cinc o més. 1.189 habitatges disposaven pel capbaix d'una plaça de pàrquing. A 809 habitatges hi havia un automòbil i a 537 n'hi havia dos o més.

### Piràmide de població
La piràmide de població per edats i sexe el 2009 era:
| Homes | Edats   | Dones |
| ----- | ------- | ----- |
| 0     | 95 o +  | 8     |
| 16    | 90 a 94 | 20    |
| 12    | 85 a 89 | 36    |
| 36    | 80 a 84 | 52    |
| 52    | 75 a 79 | 120   |
| 120   | 70 a 74 | 136   |
| 108   | 65 a 69 | 136   |
| 80    | 60 a 64 | 84    |
| 124   | 55 a 59 | 92    |
| 104   | 50 a 54 | 140   |
| 80    | 45 a 49 | 80    |
| 76    | 40 a 44 | 108   |
| 112   | 35 a 39 | 80    |
| 68    | 30 a 34 | 64    |
| 72    | 25 a 29 | 96    |
| 92    | 20 a 24 | 44    |
| 92    | 15 a 19 | 64    |
| 72    | 10 a 14 | 92    |
| 52    | 5 a 9   | 52    |
| 48    | 0 a 4   | 36    |

## Economia
El 2007 la població en edat de treballar era de 1.931 persones, 1.314 eren actives i 617 eren inactives. De les 1.314 persones actives 1.149 estaven ocupades (605 homes i 544 dones) i 165 estaven aturades (79 homes i 86 dones). De les 617 persones inactives 293 estaven jubilades, 147 estaven estudiant i 177 estaven classificades com a «altres inactius».

### Ingressos
El 2009 a Bourcefranc-le-Chapus hi havia 1.563 unitats fiscals que integraven 3.328,5 persones, la mediana anual d'ingressos fiscals per persona era de 15.541 €.

### Activitats econòmiques
Dels 177 establiments que hi havia el 2007, 1 era d'una empresa extractiva, 6 d'empreses alimentàries, 1 d'una empresa de fabricació de material elèctric, 1 d'una empresa de fabricació d'elements pel transport, 8 d'empreses de fabricació d'altres productes industrials, 24 d'empreses de construcció, 58 d'empreses de comerç i reparació d'automòbils, 7 d'empreses de transport, 14 d'empreses d'hostatgeria i restauració, 1 d'una empresa d'informació i comunicació, 6 d'empreses financeres, 9 d'empreses immobiliàries, 15 d'empreses de serveis, 16 d'entitats de l'administració pública i 10 d'empreses classificades com a «altres activitats de serveis».
Dels 51 establiments de servei als particulars que hi havia el 2009, 1 era una oficina de correu, 3 oficines bancàries, 1 funerària, 8 tallers de reparació d'automòbils i de material agrícola, 1 taller d'inspecció tècnica de vehicles, 3 paletes, 5 guixaires pintors, 2 fusteries, 5 lampisteries, 6 electricistes, 5 perruqueries, 7 restaurants, 3 agències immobiliàries i 1 saló de bellesa.
Dels 22 establiments comercials que hi havia el 2009, 2 eren supermercats, 1 una botiga de més de 120 m², 3 fleques, 4 carnisseries, 6 peixateries, 2 llibreries, 2 botigues de mobles, 1 una perfumeria i 1 una floristeria.
L'any 2000 a Bourcefranc-le-Chapus hi havia 8 explotacions agrícoles que ocupaven un total de 325 hectàrees.

## Equipaments sanitaris i escolars
El 2009 hi havia 1 farmàcia i 1 ambulància.
El 2009 hi havia 1 escola maternal i 1 escola elemental. Bourcefranc-le-Chapus disposava d'un liceu d'ensenyament general amb 399 alumnes.

## Poblacions més properes
El següent diagrama mostra les poblacions més properes.